# Fuentesaúco

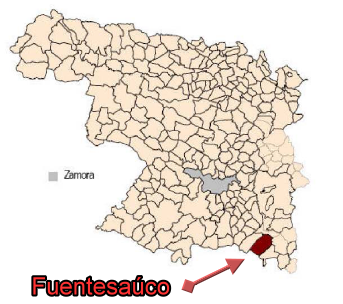
Localização de Fuentesaúco

Fuentesaúco é um município da Espanha na província de Zamora, comunidade autónoma de Castela e Leão, de área 63,3 km² com população de 1935 habitantes (2007) e densidade populacional de 27,59 hab/km².

## Demografia
| Variação demográfica do município entre 1991 e 2004 | Variação demográfica do município entre 1991 e 2004 | Variação demográfica do município entre 1991 e 2004 | Variação demográfica do município entre 1991 e 2004 |
| --------------------------------------------------- | --------------------------------------------------- | --------------------------------------------------- | --------------------------------------------------- |
| 1991                                                | 1996                                                | 2001                                                | 2004                                                |
| 1994                                                | 1896                                                | 1852                                                | 1867                                                |